# Leon Cort
Leon Terence Anthony Cort (* 11. September 1979 in Southwark) ist ein ehemaliger englischer Fußballspieler, der zumeist in der Abwehr zum Einsatz kam. Cort ist von guyanischer Abstammung und der jüngere Bruder von Carl Cort, der ebenfalls Profifußballer war.

## Karriere
Im Süden Londons geboren, spielte Cort bei Dulwich Hamlet, bevor er von Mick Beard beim FC Millwall unter Vertrag genommen wurde. Doch eine richtige Karriere bei Millwall konnte er nicht starten. Nach vier Jahren bei den Forest Green Rovers und Stevenage Borough als Leihspieler wechselte er zu Southend United. Hier bestritt er über 130 Spiele, ohne dass er durch Sperren oder Verletzungen ausfiel. Im Mai 2004 bekundete Hull Citys Trainer Peter Taylor Interesse an einer Verpflichtung. So kam es im Sommer dann zum ablösefreien Wechsel. 2006 fand der Wechsel zu Crystal Palace statt, welche sich die Dienste von Cort rund eine Million Euro kosten ließen. Schnell avancierte er zum Publikumsliebling und wurde so zum Spieler des Jahres 2007 gewählt. Cort startete schließlich schlecht in die Saison und wurde anschließend von Neil Warnock verdrängt, weshalb sich Cort an Stoke City ausleihen ließ. Die im Leihvertrag festgeschriebene Kaufoption wurde schließlich von Stoke gezogen und machte Cort zum teuersten Spieler in der Vereinsgeschichte.
Cort blieb in Stoke bis Ende 2009. Nachdem er immer seltener zum Einsatz gekommen war, verließ er den Verein Anfang 2010 zum FC Burnley. Mit dem Klub stieg er am Ende der Saison 2009/10 aus der Premier League ab. Für die Saison 2010/11 wurde er an Preston North End ausgeliehen. Im Sommer 2011 wechselte er – zunächst leihweise – zu Charlton Athletic, das ihn später fest verpflichtete. Im Jahr 2014 beendete er hier seine Karriere.

## Sonstiges
Corts Statistik bezüglich Karten weist eine Besonderheit auf. So hatte der Spieler seit April 2004, als er noch bei Southend spielte, bis zu seiner Verwarnung im Ligapokal am 26. August 2009 gegen Leyton Orient keine gelbe Karte erhalten.